# Zuñeda
Zuñeda es una localidad y un municipio situado en la provincia de Burgos, comunidad autónoma de Castilla y León (España), comarca de La Bureba, partido judicial de Briviesca, ayuntamiento del mismo nombre.

## Geografía
Tiene un área de 12,14 km² con una población de 62 habitantes (INE 2008) y una densidad de 5,11 hab/km².

## Demografía
Zuñeda cuenta con una población de 57 habitantes (INE 2024).
| Gráfica de evolución demográfica de Zuñeda entre 1842 y 2021                                                          |
| |
| Población de derecho según los censos de población del INE. Población de hecho según los censos de población del INE. |

| 1991 |  | 1996 |  | 2001 |  | 2004 |
| ---- |  | ---- |  | ---- |  | ---- |
| 96   |  | 88   |  | 80   |  | 68   |

## Historia
Villa, en la Cuadrilla de Santa María de Ribarredonda, una de las siete en que se dividía la Merindad de Bureba perteneciente al partido de Bureba. Jurisdicción de realengo con regidor pedáneo.
A la caída del Antiguo Régimen queda constituida como ayuntamiento constitucional del mismo nombre en el partido de Briviesca, región de Castilla la Vieja, contaba entonces con 135 habitantes.